# Malediwy na Letnich Igrzyskach Olimpijskich 2004
Malediwy na Letnich Igrzyskach Olimpijskich 2004 reprezentowało czworo zawodników. Był to piąty start tego kraju na letnich igrzyskach olimpijskich.

## Dyscypliny

### Lekkoatletyka
Bieg mężczyzn na 100 metrów:
- Sultan Saeed
  - Runda 1: 11.72 sek (ósmy w heat 3, nie awansował, w sumie osiemdziesiąty)

Bieg kobiet na 400 metrów
- Shifana Ali
  - Runda 1: 1:00.92 (siódmy w heat 4, nie awansował, w sumie czterdziesty)(Rekord Malediwów)

### Pływanie
50 metrów stylem dowolnym mężczyzn:
- Hassan Mubah (wynik 27.71 s (73. ogólnie, nie awansował)

50 metrów stylem dowolnym kobiet:
- Aminath Rouya (wynik 31.26 s (66. ogólnie, nie awansował)